# Freyella oligobrachia
Freyella oligobrachia är en sjöstjärneart som först beskrevs av Hubert Lyman Clark 1920.  Freyella oligobrachia ingår i släktet Freyella och familjen Freyellidae. Utöver nominatformen finns också underarten F. o. polyspina.